# أنطونيو فلوريس جيسوس
أنطونيو فلوريس جيسوس (بالإسبانية: Antonio Flores Jesus)‏ هو مدرب كرة قدم إسباني، ولد في 7 مارس 1972 في بندورف في ألمانيا.

## وصلات خارجية
- أنطونيو فلوريس جيسوس على موقع قاعدة بيانات كرة القدم.إي يو (الإنجليزية)